# Референдумы в Швейцарии (1953)
Референдумы в Швейцарии проходили 19 апреля и 6 декабря 1953 года. Апрельский референдум был посвящён изменению федерального закона о почтовой службе. Изменение было отклонено 64% голосов. В декабре проходили референдумы по федеральному бюджету и введению в Конституцию новой Статьи 24-кватро, посвящённую контролю за загрязнением воды. Предложение по бюджету было отвергнуто 58% голосов, в поправка к Конституции одобрена 81% голосов.

## Результаты

### Апрель: Доставка почты
| Выбор                                | Голосов   | %    |
| ------------------------------------ | --------- | ---- |
| За                                   | 267 659   | 36,5 |
| Против                               | 466 431   | 63,5 |
| Пустых бюллетеней                    | 15 489    | –    |
| Недействительных бюллетеней          | 1 589     | –    |
| Всего                                | 751 168   | 100  |
| Зарегистрированных избирателей/ Явка | 1 426 714 | 52,7 |
| Источник: Nohlen & Stöver            |           |      |

### Декабрь:  Федеральный бюджет
| Выбор                                | Общее голосование | Общее голосование | Кантоны | Кантоны | Кантоны |
| Выбор                                | Голосов           | %                 | Полных  | Полу-   | Всего   |
| ------------------------------------ | ----------------- | ----------------- | ------- | ------- | ------- |
| За                                   | 354 149           | 42,0              | 3       | 0       | 3       |
| Против                               | 488 232           | 58,0              | 16      | 6       | 19      |
| Пустых бюллетеней                    | 20 084            | –                 | –       | –       | –       |
| Недействительных бюллетеней          | 1 617             | –                 | –       | –       | –       |
| Всего                                | 864 082           | 100               | 19      | 6       | 22      |
| Зарегистрированных избирателей/ Явка | 1 433 363         | 60,3              | –       | –       | –       |
| Источник: Nohlen & Stöver            |                   |                   |         |         |         |

### Декабрь:  Введение Статьи 24-кватро в Конституцию
| Выбор                                | Общее голосование | Общее голосование | Кантоны | Кантоны | Кантоны |
| Выбор                                | Голосов           | %                 | Полных  | Полу-   | Всего   |
| ------------------------------------ | ----------------- | ----------------- | ------- | ------- | ------- |
| За                                   | 671 565           | 81,3              | 19      | 6       | 22      |
| Против                               | 154 234           | 18,7              | 0       | 0       | 0       |
| Пустых бюллетеней                    | 20 938            | –                 | –       | –       | –       |
| Недействительных бюллетеней          | 1 071             | –                 | –       | –       | –       |
| Всего                                | 847 808           | 100               | 19      | 6       | 22      |
| Зарегистрированных избирателей/ Явка | 1 433 363         | 59,1              | –       | –       | –       |
| Источник: Nohlen & Stöver            |                   |                   |         |         |         |